# Nicht-extrahierbare Bodenrückstände
Nicht extrahierbare Bodenrückstände sind Stoffe im Boden, welche nicht durch milde Extraktionsmethoden (Methoden, die die chemische Natur eines Rückstands nicht erheblich verändern) entfernt werden können. Diese Rückstände entstehen durch landwirtschaftliche Praktiken, industrielle Aktivitäten, aber auch durch natürliche Prozesse. Somit schließen sie sowohl organische, als auch anorganische Stoffe ein.
Da sie sowohl das Grundwasser, als auch Erträge der Landwirtschaft negativ belasten, stellen diese Schadstoffe eine Gefahr für die Natur dar. Weiterhin können Ökosysteme durch Schädigung von Tier- und Pflanzenarten aus dem Gleichgewicht gebracht werden.
Der Begriff findet Anwendung in Bereichen der Landwirtschaft, Umweltwissenschaften, Bodensanierung, Regulierung und Wissenschaftlicher Forschung.

## Ursachen
Es gibt eine Vielzahl an Ursachen, welche zu nicht extrahierbaren Bodenrückständen führen. Sie sind das Ergebnis komplexer Wechselwirkungen zwischen biologischen, chemischen und physikalischen Prozessen im Boden. Generell gilt, dass erst die Verbindung, welche zwischen Stoff und Boden entsteht zu stark ist um aufgebrochen zu werden.

### Natürliche Prozesse
Zu den natürlichen Prozessen gehört einerseits die Verwitterung von Mineralien und Gestein. Dies führt zu Freisetzung und starker Bindung von Elementen bzw. Verbindungen im Boden. Hierbei ist die Zusammensetzung des Bodens von großer Bedeutung. Mineralien wie Ton und Eisenoxide haben beispielsweise eine hohe Bindungskapazität zu sowohl organischen, als auch anorganischen Substanzen. Mikrobielle Aktivitäten im Boden tragen ebenfalls zur Bildung stabiler organischer Verbindungen bei.

### Anthropogene Einflüsse
Einen erheblich größeren Einfluss auf die Bildung nicht extrahierbarer Rückstände haben menschliche Aktivitäten. Ein Beispiel dafür stellen landwirtschaftliche Praktiken dar. Durch starke Verwendung von Pestiziden und Düngemitteln kommt es zur Akkumulation persistenter organischer Schadstoffe und Schwermetalle im Boden. Auch die Industrie trägt durch ihre Industrieabfälle und Verschmutzungen mit schwer abbaubaren Chemikalien und Metallverbindungen stark dazu bei.

## Chemische und physikalische Eigenschaften
Nicht extrahierbare Bodenrückstände bestehen häufig aus einer komplexen Mischung organischer und anorganischer Stoffe. Zu den organischen Bestandteilen gehören schwer abbaubare Verbindungen wie Huminstoffe, Polycyclische Aromatische Kohlenwasserstoffe (PAKs) und persistente Pestizide. Anorganische Komponenten sind durch Schwermetalle wie Blei, Cadmium und Quecksilber vertreten. Diese liegen entweder in Form stabiler Mineralverbindungen oder als Teil organo-mineralischer Komplexe vor.
Die spezifische Bindungsform eines Stoffes hängt von der chemischen Natur des Rückstands sowie von den physikalisch-chemischen Eigenschaften des Bodens ab. Organische Substanzen können beispielsweise durch Wasserstoffbrückenbindungen oder Van-der-Waals-Kräfte an Tonmineralien oder Humuspartikel binden. Schwermetalle hingegen bilden oft ionische oder kovalente Bindungen mit Bodenmineralien.
Auch der pH-Wert des Bodens ist entscheidend. In sauren Böden zum Beispiel sind Schwermetalle oft mobiler und können leichter von Pflanzen aufgenommen werden oder ins Grundwasser gelangen. Weniger löslich und somit stärker gebunden sind sie hingegen in alkalischen Böden.

## Einfluss auf die Bodenfruchtbarkeit
Der Einfluss von nicht extrahierbaren Bodenrückständen auf die Bodenfruchtbarkeit stellt ein zunehmendes Problem dar. Einerseits können sie die Verfügbarkeit von Nährstoffen im Boden verändern. So können Schwermetalle Pflanzennährstoffe wie Kalium, Kalzium und Magnesium verdrängen, was zu Nährstoffmängeln und reduziertem Pflanzenwachstum führen kann.
Andererseits kann dies auch durch organische Schadstoffe passieren, indem sie die mikrobiellen Gemeinschaften stören. Diese sind für Nährstoffmineralisierung und -verfügbarkeit verantwortlich.
Generell sind diese Verbindungen schädlich für Pflanzen. Sie behindern die Aufnahme von Nährstoffen, können selbst in geringen Konzentrationen toxisch sein und reduzieren die Keimung, hemmen Wachstum und vermindern den Ertrag. Außerdem können organische Schadstoffe ebenfalls phytotoxische Effekte haben, indem sie die Wurzelentwicklung und die Wasseraufnahme beeinträchtigen.

## Umwelt- und Gesundheitsaspekte

### Umwelt
Da NER auf unterschiedliche Weise in der Natur vorkommen können, sind ihre Auswirkungen ebenfalls breit gefächert. Boden- und Sedimentorganismen, die aktiv den Boden durchmischen und filtrieren, sind direkt von NER betroffen, was zu einer erhöhten Gesamtbelastung führen kann, abhängig von ihrem Lebenszyklus und ihrer Lebensdauer. Es gilt aber auch, dass Rückstände weniger verfügbar zur Aufnahme durch Organismen sind, umso länger sie im Boden gebunden sind.
Eine Studie, die in der Landwirtschaftsregion Rangsit in Zentral-Thailand durchgeführt wurde, ergab, dass Fische und andere Wasserorganismen wie Garnelen, Schnecken und bestimmte Wasserpflanzen deutlich von Pestizidrückständen belastet waren. Da diese Lebewesen auch Teil der Nahrungskette sind, gibt es hier auch die Gefahr der Verteilung der Rückstände.

### Gesundheit
Eine Studie Chinesischer Institute aus dem Jahr 2017 untersuchte unter anderem das durch Kohleverbrennung entstandene Gesundheitsrisiko in der Winterweizen-Aussaat. Speziell fokussierte sich die Studie auf PAKs und stellte fest, dass die PAKs-Konzentration in diesen Körnern deutlich höher waren als in anderen Lebensmitteln. Insbesondere Kinder seien einem erhöhten Krebsrisiko ausgesetzt. Die gemessenen Werte des inkrementellen Lebenszeitkrebsrisikos lagen deutlich über den akzeptablen Werten.
Auch Pestizid Rückstände in Gemüse stellen Gesundheitsrisiken dar. Untersuchungen dazu in Nepal zeigen, dass der Kontakt mit Pestiziden zu verschiedenen gesundheitlichen Problemen führen kann, darunter hormonelle Störungen, Fortpflanzungsstörungen und die Hemmung der Cholinesterase. Darüber hinaus wird ein Zusammenhang mit einem erhöhten Risiko für Krebs, Herz-Kreislauf-Erkrankungen, Nierenversagen, Alzheimer, Parkinson und Schlaganfällen diskutiert.

## Management und Sanierung
Im Folgenden werden verschiedene Sanierungsmethoden kurz erklärt. Um eine nachhaltige Bodenbewirtschaftung zu gewährleisten, ist hierbei die Kombination dieser Methoden oft die effektivste Lösung. 

### Biologische Sanierung
Es gibt viele verschiedene Ansätze, belastete Böden zu sanieren. Eine oft genutzte Methode hierfür ist die Biologische Sanierung, auch Bioremediation genannt. Hier werden Mikroorganismen eingesetzt, um besagte Rückstände abzubauen oder zu fixieren. Der Vorteil dieser Vorgehensweise ist, dass sie oft kostengünstiger und umweltfreundlicher als chemische oder physikalische Methoden ist.

### Phytosanierung
Zu dieser Kategorie zählt auch die Strategie der Phytosanierung. Hier werden bestimmte Pflanzenarten zur Aufnahme und manchmal auch zur Transformation von Schadstoffen genutzt. Bestimmte Gräser und auch Sonnenblumen sind beispielsweise bekannt dafür, Schwermetalle und andere schädliche Stoffe aus Böden zu extrahieren.

### Chemische Sanierung
Chemische Sanierungsmethoden hingegen arbeiten mit Stabilisierungs- und Fixierungsmitteln. Diese sollen die Mobilität der Bodenrückstände verringern. Außerdem reduzieren sie ihre Bioverfügbarkeit. All das geschieht durch die Zugabe von Phosphaten, Kalk oder speziellen Polymerschichten.

### Physikalische Sanierung
Physikalische Techniken werden erst dann angewandt, wenn sowohl biologische als auch chemische Methoden nicht ausreichen. Es gibt je nach Beschaffenheit und chemischer Bindung der Rückstände viele verschiedene Extrahierungsmethoden. Ein paar davon sind beispielsweise das Abtragen kontaminierter Bodenschichten oder der Einsatz von verschiedenen Bodenwaschverfahren. Diese Techniken sind jedoch oft sehr teuer und eindringlicher als andere Methoden, stellen aber eine schnelle Lösung zur Entfernung hoher Schadstoffkonzentrationen dar.

## Fallbeispiele
Im November 2019 musste eine Kleingartenanlage im Bürgerpark Darmstadt nach Bodenuntersuchungen geräumt werden. Grund dafür waren Überschreitung der Prüfwerte von: Arsen, Quecksilber, Blei und polycyclische aromatische Kohlenwasserstoffe (PAK) mit der Leitsubstanz Benz(a)pyren (BaP). Da kein alternatives Gelände gefunden wurde, musste eine Bodensanierung auf dem Areal geplant werden.
Nachdem im August 2020 ein Güterzug bei Koblenz entgleist war und große Mengen an Diesel in den Boden gelangt sind, musste die Deutsche Bahn dort eine großflächige Bodensanierung vornehmen.

## Verwandte Themen
PAK, Bodensanierung, Schadstoffe, Landwirtschaft, Pestizide, PFAS